# كريس روبرتسون (لاعب كرة قدم)
كريس روبرتسون (بالإنجليزية: Chris Robertson)‏ (11 أكتوبر 1986 بدندي في المملكة المتحدة - ) هو لاعب كرة قدم بريطاني في مركز الدفاع. لعب مع بريستون نورث إيند وبورت فايل وشيفيلد يونايتد ونادي توركي يونايتد ونادي روس كاونتي ونادي تشستر سيتي وليه جنيسيس ‏.

## وصلات خارجية
- كريس روبرتسون على موقع قاعدة بيانات كرة القدم.إي يو (الإنجليزية)
- كريس روبرتسون على موقع Soccerbase.com (لاعب) (الإنجليزية)